# Đorđe Krstić
Đorđe Krstić (în sârbă Ђорђе Крстић; n. 19 aprilie 1851, Kanjiža, Banatul de Nord, Serbia – d. 30 octombrie 1907, Belgrad, Regatul Serbiei) a fost un pictor realist și academician sârb, adesea menționat alături de contemporanii săi, Paja Jovanović și Uroš Predić, ca una dintre figurile marcante ale artei sârbești.

## Biografie
Krstić și-a finalizat studiile la München, Germania, unde și-a început cariera artistică sub influența realismului german până în 1883. Printre operele semnificative ale acestei perioade se numără Fecioara înecată, Anatomistul și Evanghelistul.
După întoarcerea în Serbia, stilul său a evoluat de la realism spre un ton mai idilic, reflectat în lucrări precum Peisaj din Câmpia de la Kosovo, Din împrejurimile Čačak-ului, Din Leskovac, Studenica și Žiča. În ultimii ani ai vieții, a pictat mai multe iconostase în Čurug și Niš, colaborând cu arhitectul Mihailo Valtrović, inclusiv controversata lucrare Moartea cneazului Lazăr.
Krstić a realizat peste 50 de lucrări inspirate din arta populară sârbă și costumul tradițional sârbesc.

## Moștenire
Este inclus în lista Cei 100 de sârbi cei mai proeminenți.

## Galerie

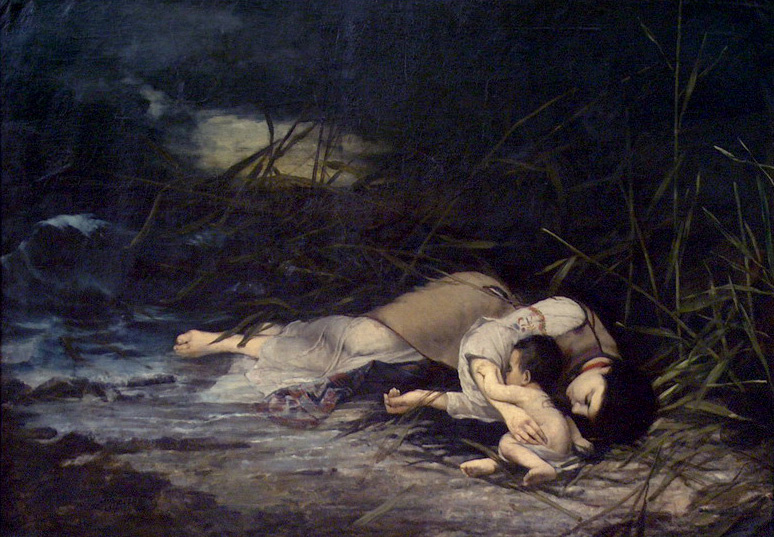
Utopljenica, 1879
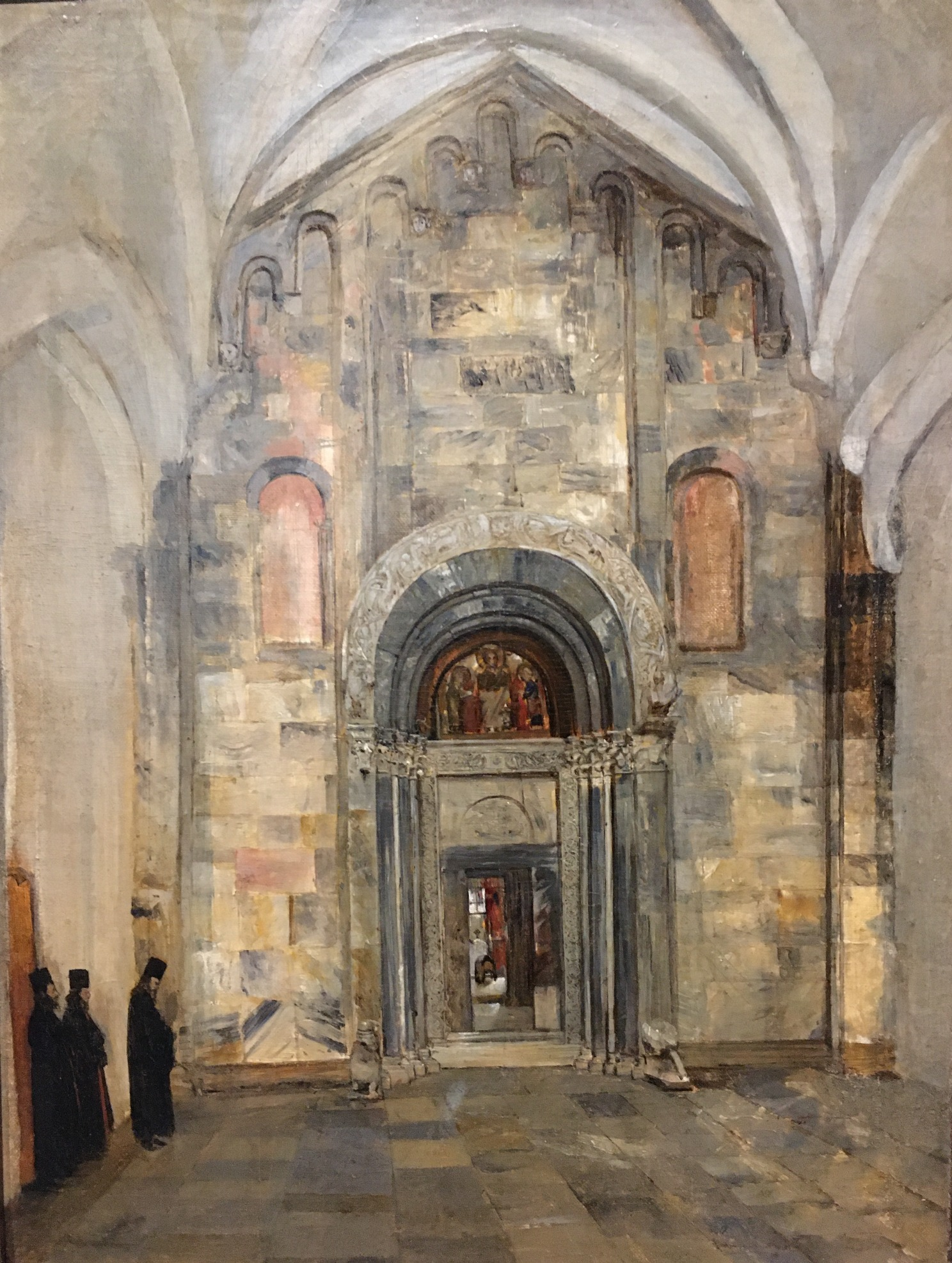
Mănăstirea Studenica, 1881–1883
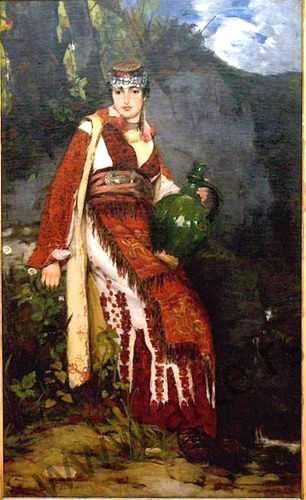
La izvor, 1882
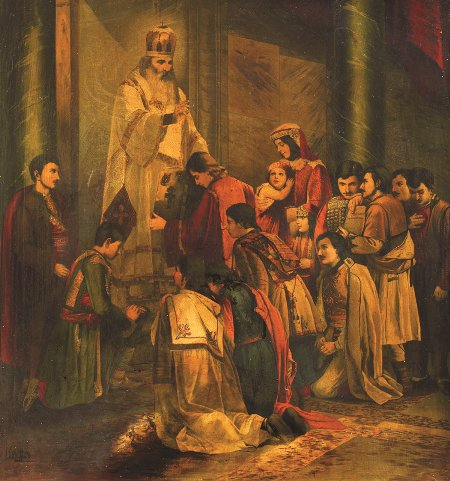
Sfântul Sava binecuvântând copiii sârbi, 1891
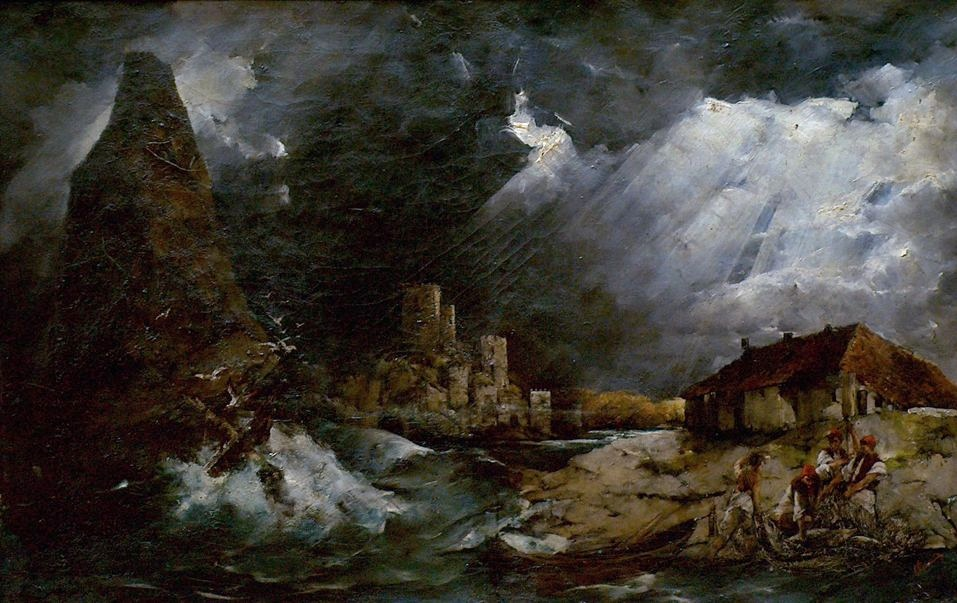
Babakaj, 1892
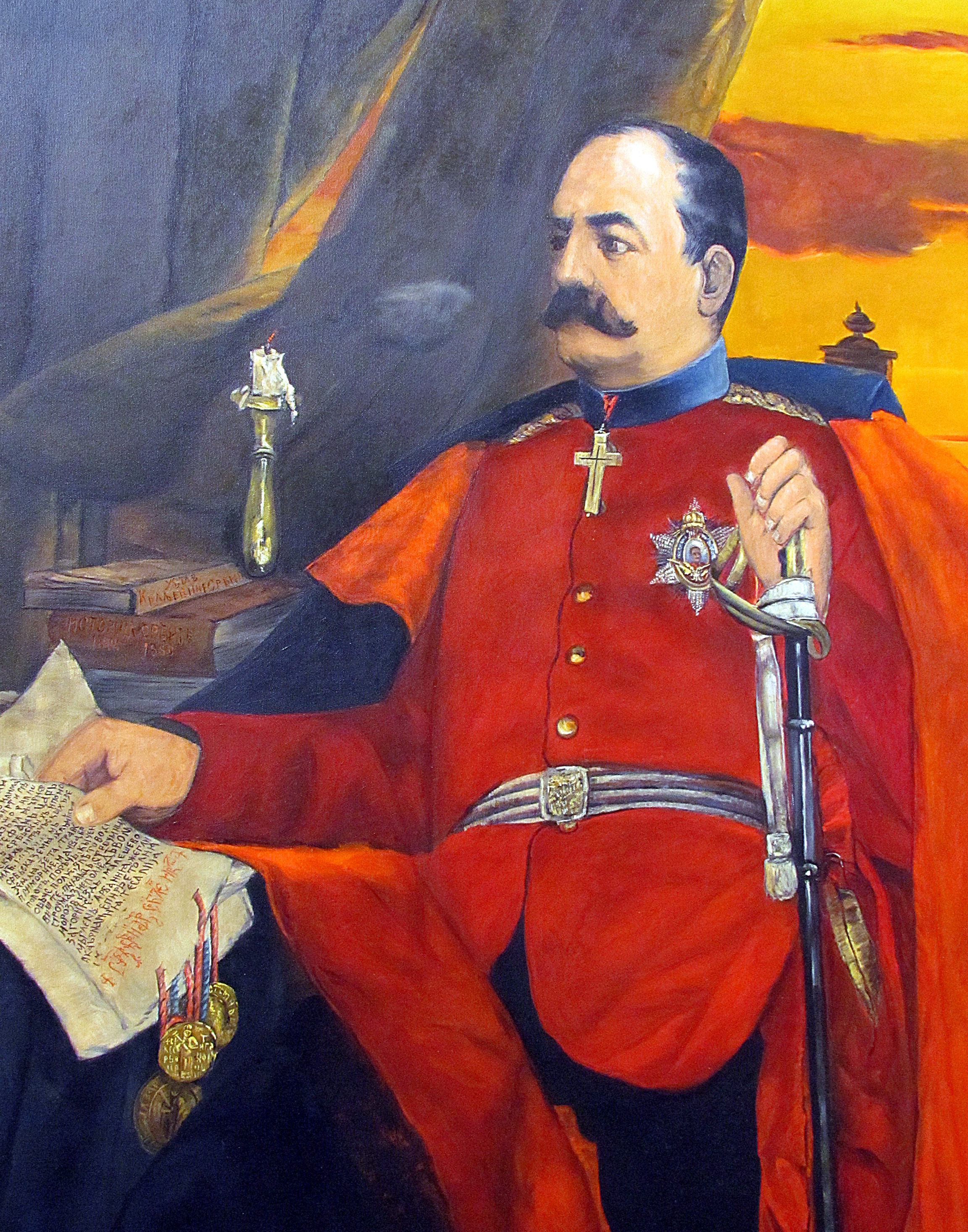
Milan I al Serbiei